# Вашингтон, Гровер (младший)
Гровер Вашингтон-младший (Grover Washington, Jr., 12 декабря 1943 — 17 декабря 1999) — американский джазовый саксофонист.

## Биография
Гровер Вашингтон-младший (Grover Washington Jr.) родился в 1943 году в Баффало, штат Нью-Йорк (Buffalo, New York). Его мать пела в церковном хоре, отец был саксофонистом и коллекционером джазовых пластинок. Первый, подаренный родителями саксофон, Гровер взял в руки в возрасте 10 лет. В 12 лет Гровер начал играть профессионально.
Из Баффало Вашингтон переехал на Средний Запад, вступил в группу Four Clefs, однако вскоре после этого ему пришлось пойти в армию, где он играл в армейском ансамбле. Там он сошёлся с барабанщиком Билли Кобэмом (Billy Cobham), который позже ввёл его в среду музыкального Нью-Йорка. После службы Гровер работал в разных коллективах Нью-Йорка и Филадельфии. В тот период он познакомился и со своей будущей супругой Кристин, которая стала для него и партнёром. Свадебная церемония состоялась в 1967 году; в этой семье появились сын Гровер III, ставший также музыкантом, и дочь Шана.
Гроверу Вашингтону довелось поработать и в знаменитом джазовом коллективе Чарльза Эрланда (Charles Earland). Кроме того, он записывался с такими персонами, как Джонни Хэммонд (Johnny Hammond) и Мелвин Спаркс (Melvin Sparks).
Первый альбом, Inner City Blues, вышел в 1971 году. Примечательно, что Гровера взяли тогда на замену Хэнку Кроуфорду (Hank Crawford), который не смог прибыть на запись. Альбом под названием Mister Magic вышел в 1974 году и получил отличную критику за оригинальный, утонченный звук. Именно этот диск открыл музыканту дорогу в самые престижные концертные залы; в тот период Гроверу довелось играть с легендами джазовой музыки Бобом Джеймсом (Bob James), Рэнди Уэстоном (Randy Weston), Эриком Гейлом (Eric Gale) и другими. Вышедшая в 1980-м пластинка Winelight принесла Гроверу титул ведущего исполнителя-инструменталиста. Альбом стал победителем двух премий «Грэмми» в категориях «Лучшая запись в стиле джаз-рок» и «Лучшая песня в категории ритм-н-блюз» (за композицию «Just the Two of Us»). Альбом Winelight получил платиновый статус и принёс отличный коммерческий успех — впоследствии суммарные продажи составили свыше 2 млн копий.
В период 80-х и 90-х годов Гровер Вашингтон выпустил не менее 15 альбомов. Среди них  Come Morning 1980, The Best Is Yet To Come 1982, Inside Moves 1984 года, Strawberry Moon 1987 года, Then And Now 1988-го. Альбом акустических баллад All My Tomorrows вышел в 1994 году, в нём приняли участие пианист Хэнк Джонс (Hank Jones), трубач Эдди Хэндерсон (Eddie Henderson), басист Джордж Мрэз (George Mraz), барабанщики Билли Харт (Billy Hart) и Льюис Нэш (Lewis Nash); кроме того, в проекте значился и вокалист Фредди Коул (Freddie Cole) - брат легендарного Нэта Кинга Коула (Nat King Cole).
По общему мнению критиков, вершиной творчества музыканта стал альбом Soulful Strut 1996 года. Гровер Вашингтон начинал как один из самых ярких исполнителей в стиле джаз-фанк и соул-джаз и, вместе с Бобом Джеймсом (Bob James), Джорджем Бенсоном (George Benson), Дэвидом Сэнборном (David Sanborn), Чаком Манджони (Chuck Mangione), Хербом Алпертом (Herb Alpert), воистину расцвёл как король smooth jazz.
Гровер Вашингтон-младший умер внезапно, от сердечного приступа, произошло это 17 декабря 1999 года, прямо во время записи выступления для телешоу The Saturday Early Show.

## Дискография
- 1971 — Inner City Blues (Kudu Records)
- 1972 — All the King’s Horses (CTI/Kudu Records)
- 1973 — Soul Box (Kudu Records)
- 1974 — Mister Magic (Kudu Records)
- 1975 — Feels So Good (Kudu Records)
- 1976 — A Secret Place (Kudu Records)
- 1978 — Live at the Bijou
- 1979 — Paradise
- 1979 — Reed Seed
- 1980 — Skylarkin'
- 1980 — Winelight
- 1980 — Come Morning
- 1981 — Baddest
- 1982 — The Best Is Yet to Come
- 1984 — Inside Moves
- 1986 — House Full of Love (Music from The Cosby Show)
- 1987 — Strawberry Moon
- 1988 — Then and Now
- 1989 — Time Out of Mind
- 1992 — Next Exit
- 1994 — All My Tomorrows
- 1996 — Soulful Strut
- 2000 — Aria